# Robert Fleßers
Robert Fleßers (* 11. Februar 1987 in Viersen) ist ein ehemaliger deutscher Fußballspieler. Er spielte im defensiven Mittelfeld oder in der Innenverteidigung.

## Karriere
Seine fußballerische Laufbahn begann Fleßers 1992 beim 1. FC Viersen, ehe er drei Jahre später zu Borussia Mönchengladbach wechselte. Er erhielt 2005 einen Profivertrag bei der Borussia. Am 22. April 2006 absolvierte er sein Debüt in der Bundesliga. Gegner war Hertha BSC, die Partie endete 2:2. In zwei Jahren kam er zu neun Einsätzen in der höchsten Spielklasse, spielte aber auch häufig in der Regionalligamannschaft. In der Zweitligasaison 2007/08 kam er bei den Borussen nicht zum Einsatz. Zur Saison 2008/09 wechselte Fleßers zum damaligen Zweitligisten Mainz 05, den er nach einem Jahr wieder verließ, um ab der Saison 2009/10 beim damaligen Drittligisten FC Ingolstadt zu unterschreiben.
Zuletzt wurde Fleßers nur noch in der zweiten Mannschaft des FC Ingolstadt 04 in der Bayernliga eingesetzt. Im Januar 2011 wurde sein Vertrag beim FC Ingolstadt aufgelöst. Kurz danach unterschrieb er einen Vertrag bis Saisonende mit Option auf ein weiteres Jahr beim damaligen Drittligisten Rot Weiss Ahlen.
Der Wuppertaler SV Borussia verpflichtete Fleßers in der Sommerpause 2011. Er unterschrieb für zwei Jahre bis 2013 und war seit Januar 2013 Kapitän der Mannschaft. Nach dem Rückzug des WSV in die fünftklassige Oberliga Niederrhein wechselte Fleßers im Sommer 2013 zum Regionalligisten Rot-Weiß Oberhausen. Für die Kleeblätter spielte er die folgenden fünf Jahre als Stammspieler in der Regionalliga. Im Jahr 2018 erhielt er keinen neuen Vertrag und wechselte in die Oberliga Niederrhein zum TSV Meerbusch, bei dem er im Juli 2020 seine Karriere beendete.
Fleßers spielte für nahezu alle Jugendnationalmannschaften des DFB. Im Jahr 2006 wurde er mit der Fritz-Walter-Medaille in Silber ausgezeichnet in der Kategorie U-19. Am 6. Februar 2007 hatte er sein Debüt in der U-21-Nationalmannschaft beim Testspiel gegen Schottland. Er erzielte in diesem Spiel ein Tor (Endstand 2:0).